# Aneta Lemiesz
Aneta Lemiesz (née le 17 janvier 1981) est une athlète polonaise spécialiste du 400 mètres et du 800 mètres. 

## Carrière

### Palmarès
| Année | Compétition                    | Lieu              | Résultat | Epreuve   | Performance   |
| ----- | ------------------------------ | ----------------- | -------- | --------- | ------------- |
| 2000  | Championnats du monde junior   | Santiago du Chili | 2e       | 400 m     | 52 s 78       |
| 2002  | Championnats d'Europe en salle | Vienne            | 2e       | 4 x 400 m | 3 min 32 s 45 |
| 2006  | Coupe du monde des nations     | Athènes           | 5e       | 800 m     | 2 min 01 s 53 |
| 2007  | Championnats d'Europe en salle | Birmingham        | 4e       | 4 x 400 m | 3 min 30 s 31 |

### Records
| Épreuve    | Performance   | Lieu     | Date                          |
| ---------- | ------------- | -------- | ----------------------------- |
| 400 mètres | 52 s 68       | Wroclaw  | 17 juin 2001 2 septembre 2006 |
| 800 mètres | 1 min 59 s 93 | Victoria | 11 juin 2006                  |